# Oles Honcear
Oles Terentiiovîci Honcear (în ucraineană Гончар Олесь Терентійович; n. 3 aprilie 1918, Lomivka⁠(d), Gubernia Ekaterinoslav, Imperiul Rus – d. 14 iulie 1995, Kiev, Ucraina) a fost un scriitor ucrainean.
Utilizând mijloacele de exprimare lirico-romantice, proza sa evocă războiul de apărare a patriei. Universitatea de Stat „Oles Honcear” din Dnipro a fost numită în cinstea lui.

## Opera
- 1946: Alpii (Alpi)
- 1947: Dunărea albastră (Golubi Dunai)
- 1948: Praga de aur (Zlata Praga)
- 1957: Perekop
- 1963: Tronka